# Diplobacilo
Diplobacilo, se refiere a un tipo de bacteria que presenta una morfología específica caracterizada por la disposición de sus células en pares. Estos organismos son un tipo de bacilo, que es una bacteria con forma de bastón. En el caso de los diplobacilos, las células están unidas por sus extremos, formando una estructura alargada y en pareja, a diferencia de otras configuraciones como los estreptobacilos, que se agrupan en cadenas.

## Clasificación y tipos
Los diplobacilos pertenecen al grupo de las bacterias procariotas, lo que significa que su material genético no está encerrado en un núcleo definido. Estas bacterias son unicelulares y se reproducen principalmente por fisión binaria, un proceso asexual en el que una célula se divide en dos células hijas.
Los diplobacilos pueden ser clasificados como:
- Gram positivos: Retienen el colorante cristal violeta durante la tinción de Gram debido a su gruesa capa de peptidoglucano en la pared celular.
- Gram negativos: No retienen el cristal violeta y se tiñen con safranina, presentando una estructura más compleja en su pared celular.

## Ejemplos y relevancia clínica
Algunos ejemplos de diplobacilos incluyen especies del género Bacillus, como Bacillus anthracis, causante del ántrax, y Bacillus cereus, asociado a intoxicaciones alimentarias. Estas bacterias son importantes no solo por su relevancia médica, sino también por su papel en el medio ambiente y la industria. Por ejemplo, algunas especies son utilizadas en la producción de antibióticos y como agentes biológicos en el control de plagas.
Los diplobacilos tienen un papel significativo en diversos ecosistemas. Su capacidad para formar esporas les permite sobrevivir en condiciones adversas, lo que contribuye a su diseminación y prevalencia en el medio ambiente. Además, algunas especies son utilizadas en aplicaciones biotecnológicas debido a su capacidad para producir enzimas y metabolitos útiles.